# جيمس فيرنون
جيمس فيرنون (بالإنجليزية: James Vernon)‏ هو كيميائي أسترالي، ولد في 1910، وتوفي في 2000.